# Как са го направили?
„Как са го направили?“ (на английски: How Do They Do It? – „Как го правят?“) е телевизионно предаване на програма Discovery Channel.
Излъчва се:
- на английски език - за Канада (без Квебек), Обединеното кралство, САЩ, Нидерландия, Австралия, Азия,
- на френски език - за Франция, Белгия, Швейцария и Канада (провинция Квебек),
- на испански език - за страните от Латинска Америка и Испания.

Програмата проследява процеса на създаване и изработване на обикновените предмети в ежедневието на хората. Тя е сред най-популярните програми на Discovery Channel.